# Хималајска пика
Хималајска пика (Ochotona nubrica) је врста сисара из реда двозубаца и породице пика (Ochotonidae). 

## Распрострањење
Врста је присутна у Индији и Кини.

## Станиште
Хималајска пика (Ochotona nubrica) има станиште на копну.

## Угроженост
Хималајска пика није угрожена, и наведена је као последња брига јер има широко распрострањење.

### Популациони тренд
Популациони тренд је за ову врсту непознат.